# Pugilato ai V Giochi del Mediterraneo
I tornei di pugilato ai V Giochi del Mediterraneo si sono svolti dal 9 al 14 settembre 1967 a Tunisi, in Tunisia.
Il programma ha previsto 10 tornei, tutti maschili, di diverse categorie di peso.

## Podi
| Evento                        | Oro                  | Argento               | Bronzo                               |
| Pesi mosca (-51 kg)           | Boujemma el-Hilmani  | José Ramiro Sánchez   | Gaspare Milazzo Engin Yadigar        |
| Pesi gallo (-54 kg)           | Giuseppe Mura        | Hikmet Demirbaryak    | Mahmoud Ladjili Ramiro Suarez        |
| Pesi piuma (-57 kg)           | Elio Cotena          | Seyfi Tatar           | Angelos Theotokatos Aquilino Guarido |
| Pesi leggeri (-60 kg)         | Zvonimir Vujin       | Yeter Sevimli         | Enzo Petriglia Abderrahman Hattab    |
| Pesi super leggeri (-63,5 kg) | Luigi Piras          | Ljubinko Veselinovic  | Mariano Perez Folya Fatah            |
| Pesi welter (-67 kg)          | Amara Boukhris       | Celal Sandal          | José Durán Abderrahman el-Ouabaoui   |
| Pesi super-welter (-71 kg)    | Evangelos Ikonomakos | Nicola Menchi         | Victor Varon Hedi Chaabane           |
| Pesi medi (-75 kg)            | Mario Casati         | Lahcen Ahidous        | Khemais Aounallah Nazif Kuran        |
| Pesi mediomassimi (-81 kg)    | Armando Zanini       | Kilani Jaouadi        | Mahmoud Kanafi Fernando Hernández    |
| Pesi massimi (+81 kg)         | Giorgio Bambini      | Efsathios Alexopoulos | Ramadi Lahbib Omar Kaddour           |

## Medagliere
| Posizione | Paese      | Oro | Argento | Bronzo | Totale |
| --------- | ---------- | --- | ------- | ------ | ------ |
| 1         | Italia     | 6   | 1       | 2      | 9      |
| 2         | Tunisia    | 1   | 1       | 4      | 6      |
| 3         | Marocco    | 1   | 1       | 2      | 4      |
| 4         | Grecia     | 1   | 1       | 1      | 3      |
| 5         | Jugoslavia | 1   | 1       | 0      | 2      |
| 6         | Turchia    | 0   | 4       | 2      | 6      |
| 7         | Spagna     | 0   | 1       | 6      | 7      |
| 9         | Libano     | 0   | 0       | 2      | 2      |
| 10        | Algeria    | 0   | 0       | 1      | 1      |
| Totale    | Totale     | 10  | 10      | 20     | 40     |